# Chu He (vattendrag i Kina, Jiangsu)
Chu He är ett vattendrag i Kina. Det ligger i provinsen Jiangsu, i den östra delen av landet, omkring 31 kilometer nordost om provinshuvudstaden Nanjing.
Genomsnittlig årsnederbörd är 1 277 millimeter. Den regnigaste månaden är juli, med i genomsnitt 262 mm nederbörd, och den torraste är december, med 31 mm nederbörd.